# توشيكي آبي
توشيكي آبي (باليابانية: 阿部寿樹) هو لاعب كرة قاعدة ياباني، ولد في 3 ديسمبر 1989 في إتشينوسيكي في اليابان.

## وصلات خارجية
- توشيكي آبي على موقع الدوري الياباني لكرة القاعدة (الإنجليزية)
- توشيكي آبي على موقعبيزبول رفرنس.كوم (الدوري الثانوي) (الإنجليزية)